# Proboscina gracilis
Proboscina gracilis är en mossdjursart som beskrevs av Arnold Girard Kluge 1962. Proboscina gracilis ingår i släktet Proboscina och familjen Oncousoeciidae. Inga underarter finns listade i Catalogue of Life.